# Округи Індії
Округи Індії (англ. Districts of India) — адміністративно-територіальні одиниці другого порядку в Індії, входять до складу штатів або союзних територій. Округи за своїм статусом аналогічні округам в США.
Кількість округів у індійських штатах коливається від 2 — Гоа до 70 — Уттар-Прадеші, в союзних територіях — до 9 (в Делі). 4 союзні території складаються з одного округа.
Більшість округів мають назви своїх адміністративних центрів.

## Округи по штатах і союзних територіях
| Штати | Штати            | Штати     | Штати | Штати           | Штати     |
| №     | Штат             | Кількість | №     | Штат            | Кількість |
| ----- | ---------------- | --------- | ----- | --------------- | --------- |
| 1     | Андгра-Прадеш    | 23        | 15    | Махараштра      | 35        |
| 2     | Аруначал-Прадеш  | 16        | 16    | Маніпур         | 9         |
| 3     | Ассам            | 27        | 17    | Мегхалая        | 7         |
| 4     | Біхар            | 38        | 18    | Мізорам         | 8         |
| 5     | Чхаттісгарх      | 18        | 19    | Нагаленд        | 11        |
| 6     | Гоа              | 2         | 20    | Одіша           | 30        |
| 7     | Гуджарат         | 26        | 21    | Пенджаб         | 20        |
| 8     | Хар'яна          | 21        | 22    | Раджастхан      | 33        |
| 9     | Гімачал-Прадеш   | 12        | 23    | Сіккім          | 4         |
| 10    | Джамму та Кашмір | 22        | 24    | Тамілнад        | 32        |
| 11    | Джхаркханд       | 24        | 25    | Трипура         | 4         |
| 12    | Карнатака        | 29        | 26    | Уттар-Прадеш    | 71        |
| 13    | Керала           | 14        | 27    | Уттаракханд     | 13        |
| 14    | Мадг'я-Прадеш    | 50        | 28    | Західний Бенгал | 19        |

| Союзні території | Союзні території                  | Союзні території | Союзні території | Союзні території | Союзні території |
| №                | Союзна територія                  | Кількість.       | №                | Союзна територія | Кількість.       |
| ---------------- | --------------------------------- | ---------------- | ---------------- | ---------------- | ---------------- |
| A                | Андаманські і Нікобарські острови | 3                | E                | Лакшадвіп        | 1                |
| B                | Чандігарх                         | 1                | F                | Пудучеррі        | 4                |
| C                | Дадра і Нагар-Хавелі              | 1                | G                | Делі             | 9                |
| D                | Даман і Діу                       | 2                |                  |                  |                  |

| Всього: | 610 |
| ------- | --- |